# Gāndhī Nagar
Gāndhī Nagar är en del av en befolkad plats i Indien.   Den ligger i distriktet Chennai och delstaten Tamil Nadu, i den södra delen av landet, 1 800 km söder om huvudstaden New Delhi. Gāndhī Nagar ligger 10 meter över havet och antalet invånare är 9 773.
Terrängen runt Gāndhī Nagar är mycket platt. Havet är nära Gāndhī Nagar österut.  Närmaste större samhälle är Madras, 9,4 km norr om Gāndhī Nagar.